# NGC 2009
NGC 2009 је расејано звездано јато у сазвежђу Златна риба које се налази на NGC листи објеката дубоког неба.
Деклинација објекта је - 69° 10' 54" а ректасцензија 5h 30m 59,2s. Привидна величина (магнитуда) објекта NGC 2009 износи 11,0. NGC 2009 је још познат и под ознакама ESO 56-SC140.